# Evelyn Laye
Evelyn Laye, nata Elsie Evelyn Lay (Londra, 10 luglio 1900 – Londra, 17 febbraio 1996), è stata un'attrice e cantante inglese.

## Biografia
Figlia degli attori Evelyn Froud e Gilbert Lay – quest'ultimo era anche un imprenditore teatrale – esordì nell'agosto del 1915 a Brighton recitando nella commedia di Maurice Vernon e Harold Owen Mr. Wu. Nel 1916 fu a Londra e poi in tour con la rivista Honi Soit. Nel 1926 sposò l'attore Sonnie Hale, che la lasciò due anni dopo per l’attrice Jessie Matthews.
Dotatta di una bella voce di soprano leggero, divenne molto popolare nell'interpretazione di commedie musicali e nel 1929 fu invitata a Broadway per essere la protagonista dell'operetta di Noël Coward Bitter Sweet, che tenne il cartellone per quattro mesi. Subito proposta per Hollywood, debuttò nel cinema americano (aveva già recitato in patria in un film di spionaggio) con il musical One Heavenly Night di George Fitzmaurice, al fianco di John Boles. Malgrado la buona interpretazione della Laye il film non ebbe successo e l'attrice tornò in Inghilterra, dove continuò a recitare in teatro e nel cinema, e nel 1934 si risposò con l'attore londinese Frank Lawton (1904 – 1969).
Nel 1935 tornò a Hollywood per interpretare con Ramón Novarro il musical The Night Is Young. Tornata definitivamente in Inghilterra, continuò a lavorare in teatro e, dagli anni cinquanta, anche in televisione. La sua popolarità e la stima di cui godeva fu tale che nel 1973 fu insignita dell'Ordine dell'Impero Britannico. Morì d'insufficienza respiratoria in una clinica di Londra nel 1996, a quasi 96 anni. Cremata, le sue ceneri sono conservate accanto a quelle del secondo marito nel Golders Green Crematorium di Londra.

## Filmografia
- The Luck of the Navy (1927)
- One Heavenly Night (1931)
- Waltz Time (1933)
- Princess Charming (1934)
- Evensong (1934)
- The Night Is Young (1935)
- I'll Turn to You (1946)
- Make Mine a Million (1959)
- Il teatro della morte (1967)
- Love, I Think (1970)

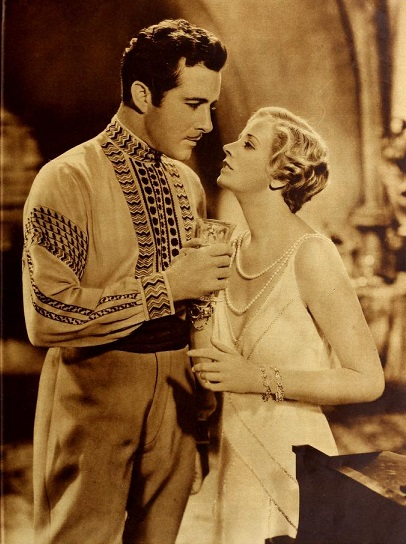
Con John Boles in One Heavenly Night

- Il ragazzo e la quarantenne (1971)
- Never Never Land (1980)